# Hans Ertl
Hans Ertl (Múnich, 21 de febrero de 1908-Llanos de Chiquitos, 23 de octubre de 2000) fue un montañista, camarógrafo, director de fotografía, corresponsal de guerra, agricultor y escritor alemán.

## Biografía
Hans Ertl pasó su infancia y juventud en Múnich. Según su propia descripción en el libro Bergvagabunden, una película sobre esquí despertó su interés por las montañas. Se subió a los esquís por primera vez cuando llevó un par de Brettl a su jefe de exploradores en las montañas de Ammergau. No pudo resistir la tentación, se puso los esquís y acabó chocando contra un árbol.
Su interés por trabajar con cámaras ya era evidente en su juventud: él mismo construyó varias cámaras con cajas de cigarros, una lente del «observador de ópera» de su madre y contraventanas insertables de papel de aluminio. Fotografió «bodegones de verduras con rábanos y remolachas», «su padre durmiendo en un sillón» y «una vista profunda desde el balcón de la cocina». Una pequeña habitación de la casa en la que reveló las fotografías sirvió como cuarto oscuro.
Se dio a conocer como alpinista a principios de la década de 1930 por las primeras ascensiones de las caras norte del Königspitze (5 de septiembre de 1930 con Hans Brehm) y del Ortles (22 de junio de 1931 con Franz Schmid). Ambos caminos llevan ahora el nombre de Ertlweg y, en particular, la cara norte del Ortles sigue siendo una de las paredes de hielo más difíciles de los Alpes orientales.
Arnold Fanck lo contrató para la película SOS Eisberg rodada en Groenlandia en 1932. Ertl aprendió a utilizar una cámara cinematográfica y actuó como doble de los actores en escenas peligrosas. Allí también conoció a Leni Riefenstahl.
En 1934 participó en la Expedición Internacional del Himalaya al Karakórum dirigida por Günter Dyhrenfurth. Ertl y Albert Höcht realizaron el 12 de agosto la primera ascensión al Sia Kangri, de 7422 metros de altura. Durante esta expedición, se rodaron imágenes para el largometraje Der Dämon des Himalya del director Andrew Marton; Ertl trabajó en esta película como actor y camarógrafo.
En 1935 formó parte de un equipo más grande dirigido por Leni Riefenstahl que filmó una manifestación del Partido Nazi.
Como camarógrafo de la escuela de Arnold Fanck, desarrolló nuevas técnicas de cámara y técnicas de movimiento de cámara, incluida la «cámara voladora», con la que recreó el vuelo de un saltador de esquí, en particular para las películas olímpicas de Leni Riefenstahl producidas por Olympia-Film GmbH. Ertl fue el primer camarógrafo de la película Olympia de Leni Riefenstahl.
A partir de 1937 emprendió trabajos cinematográficos para la empresa Siemens para probar el proceso de película en color de Berthon Siemens. También se instaló con su esposa en Múnich-Harlaching. En 1937/38 fue camarógrafo en la película de Luis Trenker Liebesbriefe aus dem Engadin. Entonces era miembro de un equipo cinematográfico más grande al que se le permitió acompañar a Adolf Hitler en la visita de estado a Benito Mussolini en mayo de 1938. Se iba a hacer una película en color sobre esta visita. Sin embargo, las grabaciones quedaron inutilizables debido a un problema técnico.
En 1938/39 formó parte de la expedición Baviera-Fanck-Chile, que debía rodar una película en América del Sur en una coproducción germano-chilena. Durante el viaje en barco, Ertl representó de manera impresionante el destino de la población, en su mayoría judía, que tuvo que huir del Reich alemán.
Al comienzo de la Segunda Guerra Mundial fue reclutado por la Wehrmacht como camarógrafo en una tropa de propaganda y durante el transcurso de la guerra (con el rango de primer teniente) se convirtió en el camarógrafo preferido del Generalfeldmarschall Erwin Rommel. Muchas de sus películas se proyectaron en noticieros. En 1942, según sus propias declaraciones, fue el primer y único corresponsal de guerra en el Reich alemán que recibió permiso para filmar una batalla de tanques en la estepa de Kuban y el asalto de las tropas de montaña en los pasos de alta montaña del Cáucaso en color.
Después de 1945 se le prohibió temporalmente trabajar por orden de las autoridades aliadas. En la posguerra trabajó como reportero fotográfico, incluso para Illustrierte Quick.
De marzo de 1950 a 1952, Ertl permaneció en Bolivia. Fue el líder de la expedición alemana a los Andes, que tenía objetivos montañeros y científicos. La expedición incluyó a: Milli Bau, Friedrich Michel, Walter Forster, Heinrich Hawickhorst y Gert Schröder (meteorólogo). A mediados de 1950 se unió al equipo Alfons Hundhammer, hermano del Ministro de Educación de Baviera. Hawickhorst había sido eliminado anteriormente. Durante esta expedición, Ertl escaló solo el pico norte del Illimani, la primera ascensión del pico sur del Illimani (junto con el meteorólogo Dr. Gert Schroeder) y otras ascensiones tempranas de varios seismiles.
En 1953, Ertl acompañó a los participantes en la expedición en memoria de Willy Merkl dirigida por Karl Maria Herrligkoffer, cuyo objetivo era realizar la primera ascensión del ochomiles Nanga Parbat, con el encargo de realizar una película documental. Ertl subió con otros tres montañeros al último campamento alto en 6900 metros de altura, desde donde Hermann Buhl logró alcanzar la cima. La película Nanga Parbat recibió el premio de Reconocimiento de Honor en los Premios del Cine Alemán en 1954.
En 1953, Ertl emigró a Bolivia con su entonces esposa Aurelia (Relly), una exsecretaria de Austria, con quien estaba casado desde finales de 1936, y sus tres hijas Monika, Heidi y Beatrice.  Su esposa consiguió trabajo con empresarios alemanes.
En 1955, junto con sus hijas Monika y Heidi, partió en busca de los restos de la legendaria ciudad inca de Paititi en la selva boliviana. Esto resultó en el documental Vorstoß nach Paititi.
En 1958, junto con su hija Monika, realizó el documental Hito Hito sobre la tribu indígena sirionó, hasta entonces desconocida.
En 1959 Ertl estaba trabajando en un nuevo proyecto cinematográfico. Al cruzar un desfiladero con un tractor, el puente se derrumbó y las imágenes filmadas durante varios meses cayeron al desfiladero y fueron destruidas. Dado que la compañía cinematográfica de Ertl ya no tenía recursos financieros y sus esfuerzos por continuar el proyecto fracasaron económicamente, Ertl se retiró del rodaje. Vendió todo su equipo y puso fin a su carrera como camarógrafo y cineasta.
En el convento franciscano de la pequeña ciudad boliviana de Concepción compró un terreno en la selva de varios miles de hectáreas por una cantidad muy pequeña. Junto con su segunda esposa -su primera esposa había muerto de cáncer en 1958- construyó allí la granja La Dolorida y desde entonces vivió de la cría de ganado.
Ertl murió en su granja a la edad de 92 años y fue enterrado allí.
Monika (1937-1973), la hija de Ertl, fue miembro del movimiento clandestino revolucionario de izquierda boliviano Ejército de Liberación Nacional (ELN). El gobierno boliviano acusó a Monika de haber disparado a Roberto Quintanilla en el Consulado General de Bolivia en Hamburgo el 1 de abril de 1971; si bien hay pruebas que respaldan esta teoría, nunca se demostró claramente que Monika fuera la perpetradora.  Quintanilla era jefe de inteligencia boliviana en el momento en que fueron asesinados el Che Guevara, líder del ELN, y su sucesor Inti Peredo. Además, se dice que Monika Ertl intentó, junto con el francés Régis Debray, secuestrar en Bolivia al exjefe de la Gestapo en Lyon, Klaus Barbie. Hans Ertl le había dado a Barbie, o «Klaus Altmann», como ahora se llamaba, su primer trabajo después de su llegada a Bolivia en un aserradero, sin saber que era un criminal de guerra buscado. Sin embargo, Ertl afirmó que «Altmann» le había dicho previamente que era un exmiembro de las SS.

## Libros
- 1937 Bergvagabunden, Múnich
- 1959 Paititi – Ein Spähtrupp in die Vergangenheit der Inkas, Würzburg
- 1958 Mal oben mal unten. Fotos de Bolivia, Múnich
- 1982 Meine wilden dreißiger Jahre: Bergsteiger, Filmpionier, Weltenbummler, Múnich
- 1985 Als Kriegsberichter 1939–1945, Innsbruck

## Literatura sobre Ertl
- Karin Harrasser: Surazo. Monika und Hans Ertl: Eine deutsche Geschichte in Bolivien. Matthes & Seitz, Berlín 2022, ISBN 978-3-7518-0353-3.